# Gretchen Bleiler
Gretchen Bleiler (* 10. April 1981 in Toledo, Ohio) ist eine ehemalige US-amerikanische Profi-Snowboarderin.

## Karriere
Gretchen Bleiler begann 1992 mit dem Snowboardfahren und wurde 1996 Profisportlerin. 2002 verpasste sie knapp die Qualifikation für die US-amerikanische Olympiamannschaft. 2003 gewann sie acht Wettbewerbe in Folge, darunter die Winter-X-Games, den U.S. Snowboard Grandprix und die World Superpipe Championship sowie den Gesamt-Weltcup. Nachdem sie eine Saison verletzungsbedingt ausgefallen war, kehrte sie 2005 zurück. 2006 siegte sie in vier von fünf Weltcupwettbewerben und gewann erneut den Gesamt-Weltcup. Bei den Olympischen Winterspielen 2006 in Turin errang sie hinter Hannah Teter die Silbermedaille im Halfpipe-Wettbewerb. 2008 gewann sie ein weiteres Mal die Winter-X-Games.
Im Januar 2014 kündigte sie ihren Rücktritt vom aktiven Profisport an.